# Die Toten vom Bodensee – Das Geisterschiff
Die Toten vom Bodensee – Das Geisterschiff ist ein deutsch-österreichischer ORF/ZDF-Fernsehfilm von Regisseurin Patricia Frey aus dem Jahr 2025 mit Matthias Koeberlin und Hary Prinz. Dies ist der 22. Film der Krimiserie Die Toten vom Bodensee.

## Handlung
Die Fischerin Victoria Ludolf stößt mitten auf dem Bodensee auf ein zerfallenes Boot, das auf den Namen Zora getauft wurde. Darauf befindet sich die skelettierte Leiche von Roman Steingass, der vor 15 Jahren im Alter von 16 Jahren als Hauptverdächtiger im Mordfall Anouk Bergdorf spurlos verschwand. Micha Oberländer war damals leitender Ermittler, Anouk und Roman waren Klassenkameraden. Roman bestritt die Tat. Laut Gerichtsmediziner Thomas Egger wurde Roman erstochen.
Das Boot wurde damals versenkt, warum es jetzt wieder aufgetaucht ist, ist unklar. Alexander Buback war damals Anouks Freund, er hatte Roman gedroht ihn zu töten. Anouks damals 5-jährige Schwester Lenka arbeitet mittlerweile in Bubacks Fischrestaurant, das von Ludolf mit Fischen beliefert wird. Das Verhältnis zwischen Lenka und ihren Eltern Irena und Nicolai ist zerrüttet. Oberländer fällt auf, dass ein schwarzer Rabe eine panische Reaktion bei Lenka auslöst. Lenka gibt an, Albträume zu haben, in denen ein schwarzer Rabe vorkommt, der sie angreift.
Bald darauf findet Oberländer die Fischerin Ludolf ermordet mit einem Stück Seil vom Geisterschiff in der Hand auf. Als Roman Steingass ermordet wurde, war das Seil noch nicht auf dem Markt erhältlich. Das Seil stammt von Bergdorf Steiltechnik und war damals noch in Entwicklung. Laut Irena Bergdorf könnte ein entsorgtes Testseil von einem Mitarbeiter mitgenommen worden sein. Die Eltern von Anouk und Lenka hätten ein Motiv für beide Morde, einerseits um den Tod ihrer Tochter zu rächen, andererseits ist ihnen Victoria möglicherweise dahintergekommen. Möglicherweise wolle Ludolf die Bergdorfs mit ihrem Wissen erpressen. Die beiden bestreiten allerdings die Morde. 
Gerichtsmediziner Thomas Egger vergleicht die damals entnommenen Wasserproben aus der Lunge von Anouk Bergdorf mit dem Wasser vom Bodensee sowie von jenem aus dem See, an dem die Bergdorfs ein Ferienhaus haben. Die Ergebnisse deuten darauf hin, dass Anouk am See beim Ferienhaus ertrunken ist und nicht wie bisher angenommen im Bodensee. Damit ist die Unschuld von Roman Steingass erwiesen, weil er zur Tatzeit von Spaziergängern am Bodensee gesehen wurde. Dagegen wurde Alexander Buback damals von Passanten beim Ferienhaus gesichtet.
Oberländer findet am Ferienhaus eine Attrappe eines schwarzen Raben. Laut Gerichtsmediziner wurde sie damit erschlagen. Damit konfrontiert, erinnert sich Lenka, Anouk getötet zu haben. Eine der Überwachungskameras hatte die Tat aufgezeichnet, Lenkas Eltern wussten Bescheid und hatten versucht, die Tat zu vertuschen. Auf einer früheren Aufnahme trägt Alexander Buback ein T-Shirt mit dem Logo des Verwertungs- und Recyclinghof Bregenz (VRB). 
Buback gesteht, über diese ein Stück Seil mitgenommen zu haben, Roman Steingass habe er aber nicht getötet, der Knoten im Seil soll von einem Fischer stammen. Micha Oberländer findet heraus, dass der Knoten vom Fischer Paul Steingass stammt, der seinem Sohn Roman nicht geglaubt hat, Anouk nicht getötet zu haben. Den Bergdorfs gibt er die Schuld dafür, dass er Roman für einen Mörder hielt. Auch Ludolf musste deswegen sterben. Als Paul Steingass mit einem Messer auf die Bergdorfs losgeht, erschießt Oberländer Steingass.

## Produktion und Hintergrund

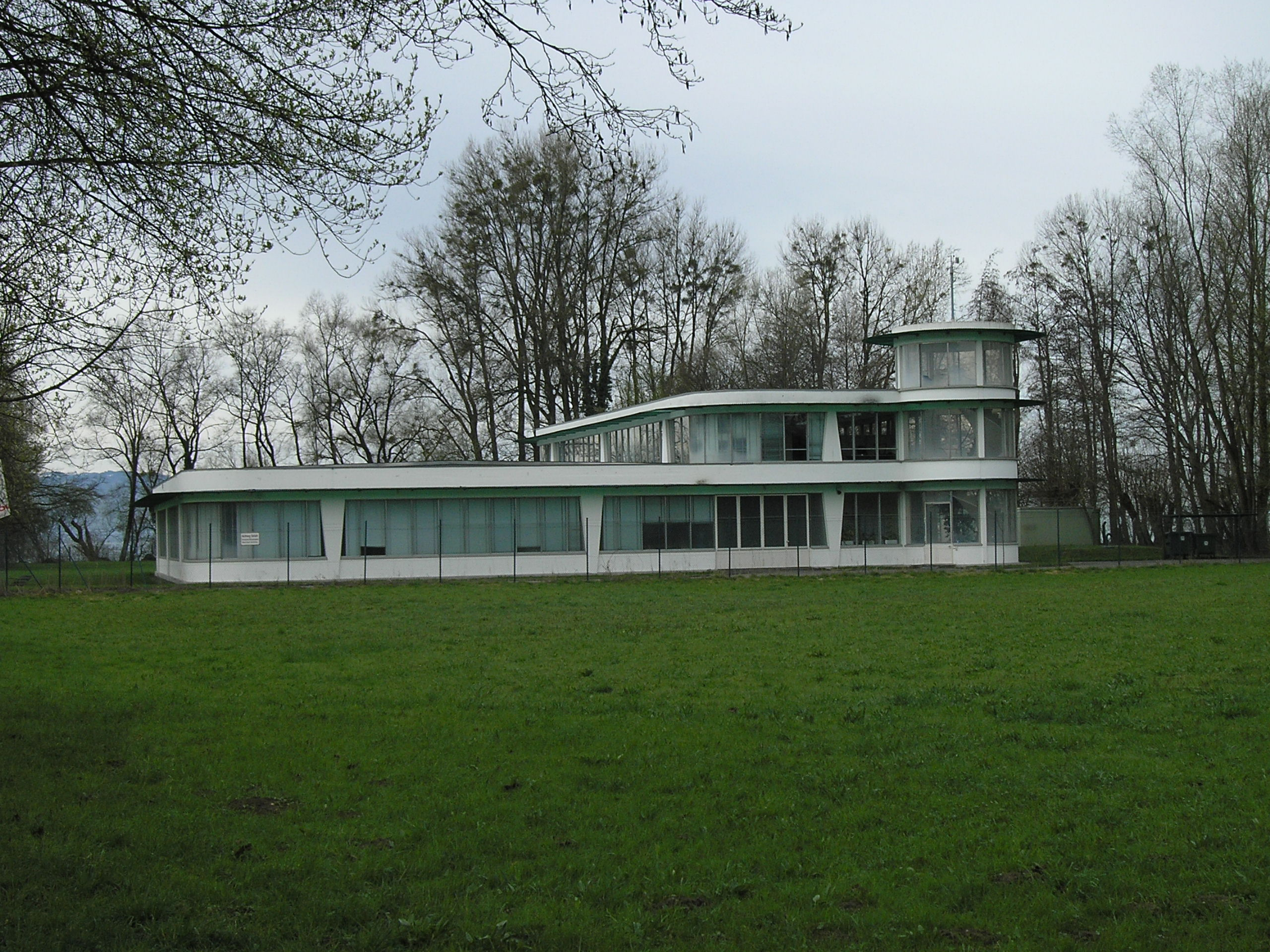
Gebäude der ehemaligen Technischen Entwicklungsstelle (TES) von Felix Wankel in Lindau

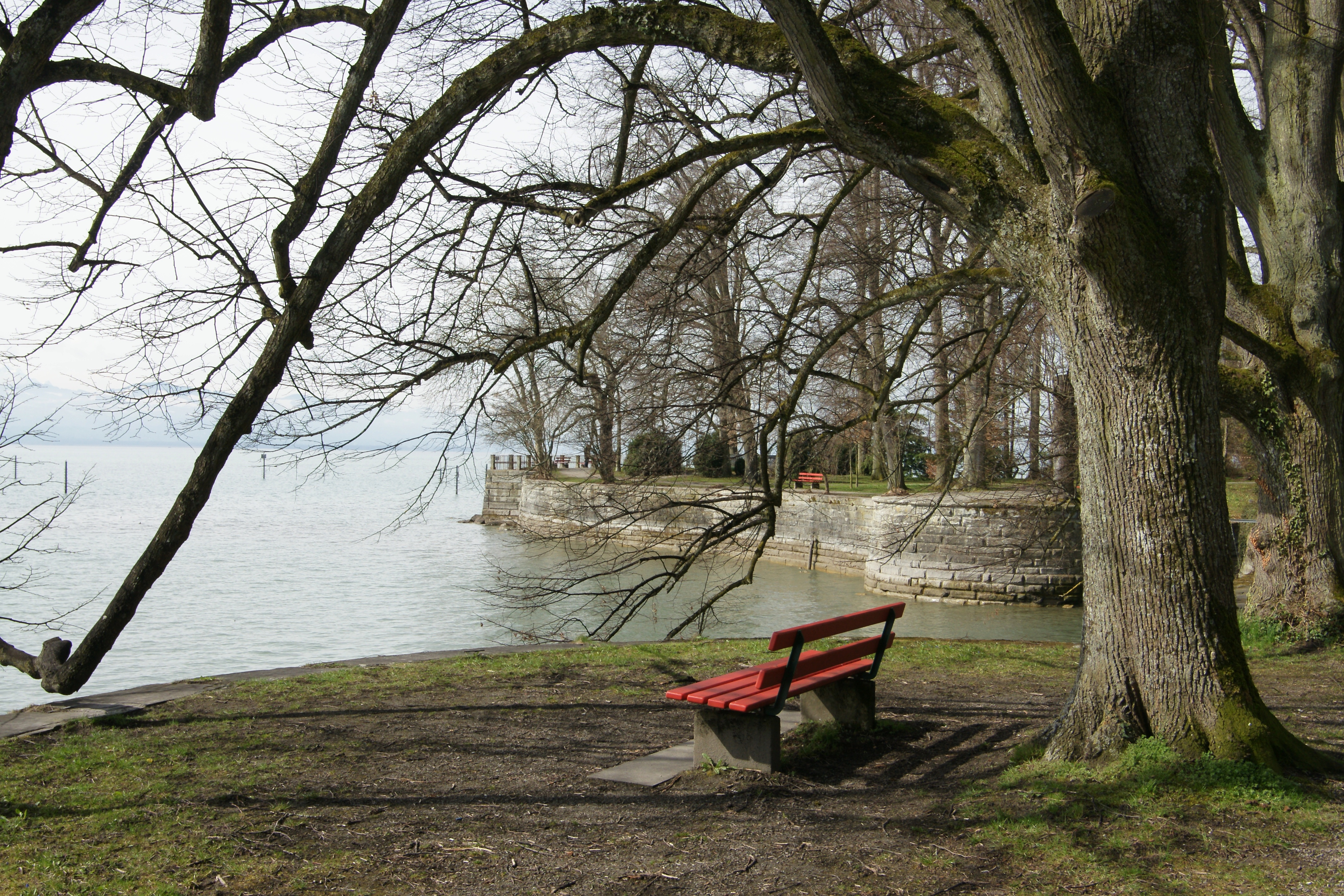
Der Lindenhofpark im Lindauer Ortsteil Bad Schachen: Drehort für den Showdown am Grab

Die Dreharbeiten zu Das Geisterschiff fanden gemeinsam mit dem 21. Teil Die Medusa und dem 23. Teil Der Wunschbaum vom 5. März bis zum 13. Juni 2024 am Bodensee und Umgebung statt. Der Fundort des Geisterschiffs wurde im Industriehafen in Hard gedreht. Als Motiv für die Firma Bergdorf Seiltechnik diente das ehemalige Forschungsinstitut von Felix Wankel in Lindau, und als Location für den Showdown am Grab von Anouk Bergdorf wählte die Produktion den Lindenhofpark in Bad Schachen.
Produziert wurde der Film von der Graf Filmproduktion GmbH und Rowboat Film- und Fernsehproduktion, beteiligt waren der Österreichische Rundfunk und das Zweite Deutsche Fernsehen. Unterstützt wurde die Produktion durch FISA+, Film in Austria (ABA), den Fernsehfonds Austria sowie das Land Vorarlberg.
Das Geisterschiff ist die erste Folge innerhalb der Sendereihe, in der Matthias Koeberlin keine Kollegin zur Seite steht. Mit dem Ausscheiden von Alina Fritsch im vorangegangenen Film ist die Rolle vorerst unbesetzt.
Die Kameraarbeit verantwortete Lukas Gnaiger, die Musik schrieb Chris Bremus, die Montage übernahm Jörg Kroschel und das Casting Judith Limberger. Den Ton gestaltete Hjalti Bager-Jonathansson, das Szenenbild Michaela Weniger, das Kostümbild Heike Werner und die Maske Birgit Beranek zusammen mit Tinka Katherina Brand.

## Veröffentlichung
Auf ZDF.de wurde der Film am 12. Mai 2025 veröffentlicht, auf ORF ON am 17. Mai 2025. Die Erstausstrahlung im ORF war am 18. Mai 2025, im ZDF wurde die Folge am 19. Mai 2025 erstmals ausgestrahlt. Die DVD erscheint am 23. Mai 2025.

## Rezeption

### Kritiken
Tilmann P. Gangloff vergibt auf tittelbach.tv vier von sechs Sternen, die Folge sei stellenweise recht gruselig, aber vor allem ein sehenswerter Krimi, der sich schließlich als Tragödie entpuppe. Die Bildgestaltung sei wie stets ausgezeichnet.
Die Kritiker der Fernsehzeitschrift TV Spielfilm urteilen mit dem Daumen nach oben und resümieren mit: Mehr Drama als Krimi, aber emotional sehr bewegend. Der komplexe Fall schlage einige Haken bevor er schließlich zu einer verblüffenden Lösung komme.
Auch Oliver Armknecht von film-rezensionen.de meint, dass es sich eher um ein Drama als um einen Krimi handle. Das Ensemble erledige seine Aufgabe gut, und der Film lebe von einer melancholischen Atmosphäre und stimmungsvollen Bildern. Umso bedauerlicher sei es, dass der eigentliche Kriminalfall dermaßen an den Haaren herbeigezogen sei, dass schon das bloße Zusehen Schmerzen verursache. Armknecht vergibt lediglich 4 von 10 Punkten.

### Einschaltquote
Die Erstausstrahlung im ORF am 18. Mai 2025 sahen bis zu 727.000 und durchschnittlich 680.000 Zuseher, der Marktanteil lag bei 26 Prozent.
Die deutsche Erstausstrahlung am 19. Mai 2025 im Programm des ZDF wurde von 6,8 Millionen Zuschauern gesehen, der Marktanteil betrug 29,4 Prozent.